# Bettina Galvagni

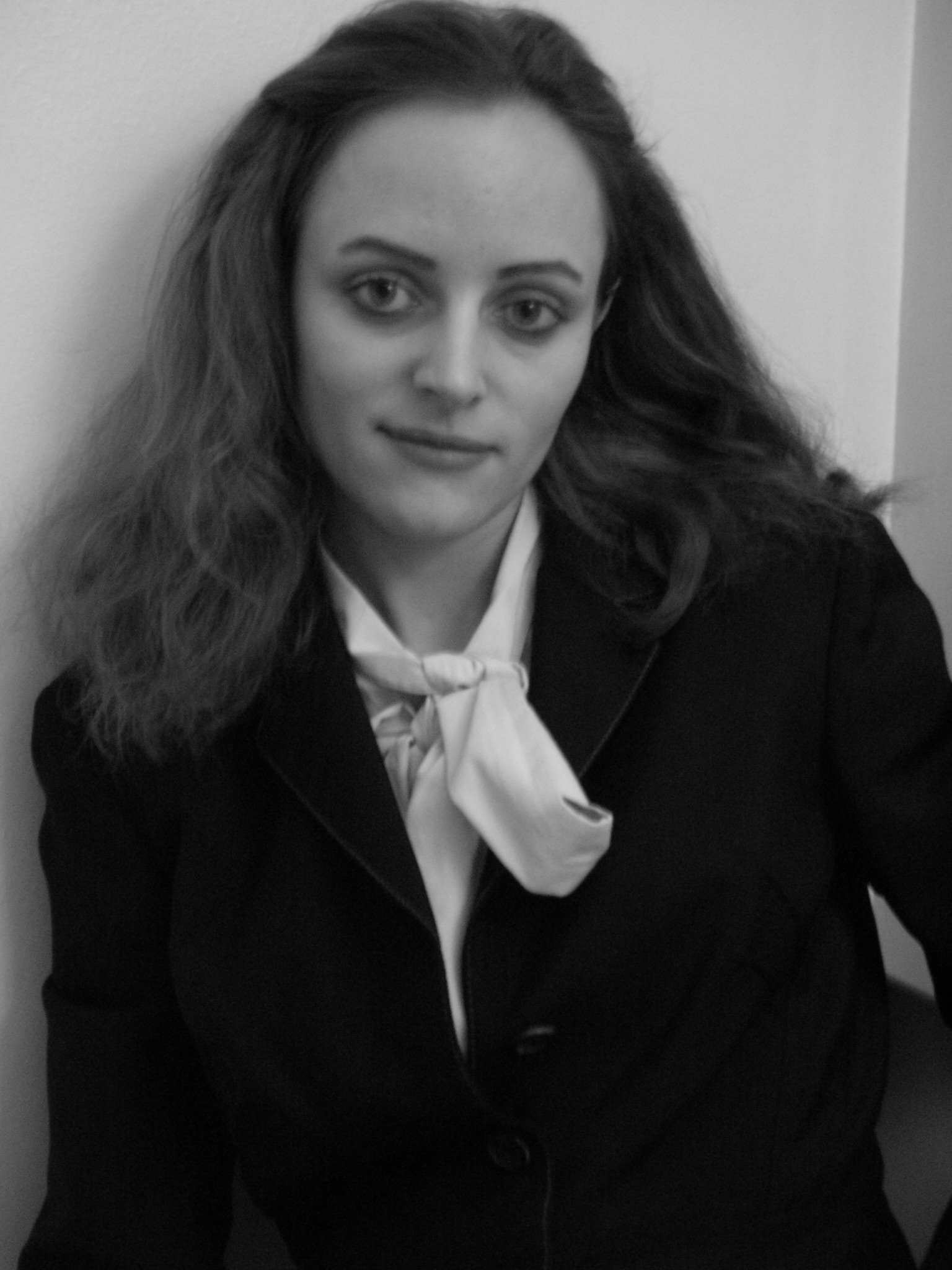
Bettina Galvagni (2006)

Bettina Galvagni (* 26. März 1976 in Neumarkt, Italien) ist eine italienische, aus Südtirol stammende Schriftstellerin und Ärztin.
Galvagni besuchte das humanistische Gymnasium in Bozen und studierte ab 1995 Medizin in Wien. Galvagni lebt derzeit in Paris, wo sie als Ärztin tätig ist.
1997 nahm Galvagni am Ingeborg-Bachmann-Wettbewerb teil und wurde dort für ihren Text Die letzte Ikone mit dem Ernst-Willner-Preis ausgezeichnet. Im selben Jahr erschien ihr erster Roman Melancholia, den sie zum großen Teil bereits im Alter von 17 Jahren verfasst hatte. Für diesen Roman erhielt Galvagni 1998 den Rauriser Literaturpreis. Sie wurde als „Wunderkind der österreichischen Literatur“ gefeiert. 2002 erschien Galvagnis zweiter Roman, Persona.

## Werke
- Moira. Gedichte. werkgruppe lyrik, 1996.
- Melancholia. Roman. Residenz Verlag, 1997. ISBN 3-7017-1068-6
- Jerusalem. Erzählung. In: 20 unter 30. Junge deutsche Autoren. Hrsg. von Martin Brinkmann und Werner Löcher-Lawrence. Deutsche Verlags-Anstalt 2002
- Persona. Roman. Luchterhand Literaturverlag, 2002. ISBN 3-630-87129-1
- Kassandra im Fenster (zusammen mit Friederike Mayröcker und Mikael Vogel). Gedichte. Offizin S., 2008